# Townsend, Massachusetts
Townsend är en kommun (town) i Middlesex County i Massachusetts. Vid 2020 års folkräkning hade Townsend 9 127 invånare.